# Chaetomitrium warburgii
Chaetomitrium warburgii là một loài Rêu trong họ Hookeriaceae. Loài này được Broth. mô tả khoa học đầu tiên năm 1899.